# Хорватский комитет
Хорватский комитет (хорв. Hrvatski komitet) — хорватская эмигрантская организация, созданная в противовес Югославянскому комитету и выступавшая против образования Королевства сербов, хорватов и словенцев. Руководителем комитета был Иво Франк с 1919 по 1929 годы. Согласно записям его супруги Аглаи Франк, целями комитета являлись, помимо раскола Югославии, создание независимых государств Хорватии и Черногории, а также присоединение Воеводины к Венгрии. 
Комитет образован в мае 1919 года группой хорватских эмигрантов, многие из которых служили в армии Австро-Венгрии или состояли в Хорватской партии права. Штаб-квартира движения располагалась в Вене. В число членов движения входили такие личности, как Стефан Саркотич, бывший губернатор Боснии и Герцеговины; Анте Павелич, будущий лидер движения усташей, и Степан Дуич, с которым Иво Франк был в конфликте.
В 1921 году четырнадцать членов Партии права, в том числе Анте Павелич, Иво Пилар и Милан Шуффлай, были арестованы в Загребе по обвинению в антигосударственной деятельности и сотрудничестве с Хорватским комитетом, штаб-квартира которого тогда располагалась в Венгрии. Все они получили различные тюремные сроки: от нескольких месяцев до 12 лет тюрьмы.
Франк рассчитывал на поддержку Италии в борьбе против Югославии и Сербии, однако Италия оказывала очень небольшую помощь хорватам. В конце концов комитет стал трещать по швам по причине разногласий между его членами. Иво Франк рассорился со Степаном Дуичем и вступил в открытый вооружённый конфликт. В 1929 году комитет возглавил лично Анте Павелич, который в итоге был распущен, а ему на замену пришло движение усташей.